# Banco del Chubut
El Banco del Chubut es la entidad financiera más importante de la Provincia del Chubut. Es un banco comercial de capital (finanzas) nacional y de carácter regional, además es el principal agente financiero del Estado de la provincia del Chubut. Cuenta con la mayor cobertura territorial que alcanza al 90% de los habitantes del distrito. Es propiedad del Gobierno del Chubut.
Tiene la casa central ubicada en la calle Rivadavia 615, Ciudad de Rawson. También cuenta con varios centros de pagos y diversas sucursales en el interior de la provincia, así como una sucursal en la Ciudad Autónoma de Buenos Aires.

## Historia
En 1958, Banco del Chubut abrió sus puertas al público en la sede del Gobierno de la provincia del Chubut, iniciando así una historia de expansión e integración territorial.
En 1995, la entidad firmó un acuerdo con el Gobierno de la provincia para consolidarse como banco estatal, convirtiéndose en la institución donde todos los funcionarios públicos provinciales percibirían sus haberes.

## Fundación de Banco del Chubut
La Fundación Banco del Chubut, también llamada Fundación BCH, apoya la educación y la cultura en la provincia de Chubut mediante actividades de innovación e investigación tecnológica.
La Fundación ofrece becas para estudiantes en el último año de carreras de Ciencias Económicas y Sistemas Informáticos, y proporciona capacitaciones para docentes. Los empleados participan como voluntarios en sus iniciativas.